# Anatoli Kónev
Anatoli Kónev (rus: Анатолий Константинович Конев)  (Moscou, 10 de gener de 1921 - Moscou, 9 de novembre de 1965) fou un jugador de bàsquet rus que va competir sota bandera de la Unió Soviètica durant les dècades de 1940 i 1950.
El 1952 va prendre part en els Jocs Olímpics d'Estiu de Hèlsinki, on guanyà la medalla de plata en la competició de bàsquet.
En el seu palmarès també destaquen quatre medalles en el Campionat d'Europa de bàsquet, tres d'or, el 1947, 1951 i 1953, i una de bronze, el 1955. En l'edició de 1953 va ser escollit el millor esportista.
A nivell nacional jugà amb el Dinamo Moscou i CSKA Moscou, amb qui guanyà el campionat soviètic de 1948 i 1952.